# Айзек Райт (молодший)
А́йзек Райт-молодший (англ. Isaac Wright Jr.; нар. 23 січня 1962) — ліцензований адвокат у штаті Нью-Джерсі. Компанія ABC зняла серіал «For Life», взявши за основу події, які сталися у житті Айзека.

## Біографія
Райт народився 23 січня 1962 року в місті Орландо, штат Флорида, в сім'ї Айзека Райта (старшого) та Сандри Б. Райт. Він був неправомірно звинувачений у справі зв'язаній з наркотиками у Нью-Джерсі та засуджений до довічного ув'язнення у 1991 році, згідно з законами про боротьбу з наркотиками Нью-Джерсі. Згодом зміг довести, що не коїв злочину і добився засудження суддів, які висунули йому покарання. Будучи ув'язненим, він працював помічником юриста і допомагав скасувати неправомірні засудження двадцяти своїх ув'язнених, перш ніж остаточно довести власну невинуватість.
Після звільнення з в'язниці він закінчив коледж в Університеті Томаса Едісона в Трентоні та юридичну школу при Університеті Св. Томаса в Маямі. Закінчив університет у 2007 році, а адвокатуру склав у 2008 році. Після дев'ятирічного розслідування його особистості Комісія адвокатів штату Нью-Джерсі схвалила його заяву.
До арешту Айзек Райт-молодший працював музичним продюсером у гурті « The Cover Girls» — групі 1980-х, в якій вокалісткою була його тодішня дружина Саншайн Райт.

### Закриття справи
Райт оскаржив свій вирок 12 березня 1996 року. Апеляційний суд спочатку підтримав всі обвинувальні вироки Райту, за винятком звинувачення згідно з законом про наркотики. Інші тривалі вироки були скасовані після позачергового слухання, на якому Райт заручився показаннями поліцейського детектива, який зізнався в тому, що він збрехав присяжним на первинному суді над Райтом. Більшість суддів Апеляційного відділення стверджували, що інструкції для присяжних були неадекватними щодо звинувачення, хоча один суддя не погодився з висновком про те, що обвинувальний вирок не повинен бути скасований. Через розбіжності штат Нью-Джерсі подав апеляцію до Верховного суду. Верховний суд залишив в силі рішення Апеляційної палати 8 травня 1996 року. В кінцевому підсумку Райт був звільнений з в'язниці в 1996 році під заставу в розмірі 250 000 доларів після того, як Генеральна прокуратура штату Нью-Джерсі почала розслідування у справі Ніколаса Л. Бісселла, прокурора за первісним запитом Райта. Судовий вирок Райту був скасований, і справу остаточно закрили в 1998 році.

## Сьогодення
В даний час Райт виступає в якості судді в юридичній фірмі Hunt, Hamlin & Ridley в Ньюарку, Нью-Джерсі, в основному займається кримінальним правом. Райт також є виконавчим продюсером разом з Кертісом Джексоном («50 Cent») в телесеріалі ABC «For Life», у якому за основу взято події із життя Райта. Крім того, Райт заснував Мережу за справедливості Айзека Райта (молодшого), національну онлайн-базу даних для некомерційних організацій в галузі правової та соціальної справедливості. Райт також працював над кількома проектами правосуддя в Іспанії, Нігерії, Таїланді і Мексиці.